# شهرستان تونچانگ
شهرستان تونچانگ (به لاتین: Tunchang County) یک شهرستان‌های جمهوری خلق چین در چین است که در هاینان واقع شده‌است. شهرستان تونچانگ  ۲۵۰٬۰۵۹ نفر جمعیت دارد.